# Симеон Гордый (роман)
«Симеон Гордый» — исторический роман русского писателя Дмитрия Балашова, впервые изданный в 1983 году, часть цикла «Государи Московские». Рассказывает о московском князе Семёне Ивановиче.

## Сюжет и оценки
Действие романа происходит в 1341—1353 годах. Это время правления в Москве и Владимире Семёна Ивановича, прозванного Гордым. Книга представляет собой художественное хроникальное описание событий, происходивших в эти годы на Руси и в сопредельных странах. Семён, оставаясь верным вассалом ордынского хана Джанибека, расширяет влияние Москвы. В личной жизни он несчастен: князя преследуют воспоминания об убийстве в Сарае Александра Тверского и его сына Фёдора, ставших жертвами московских козней. Все дети Семёна от нелюбимой жены Айгусты-Анастасии умирают во младенчестве. Овдовев, он женится во второй раз, но из-за воспоминаний об Орде не может сублимировать брак. Семён разводится, а потом женится по любви — на дочери Александра Тверского Марии. Этот брак оказывается счастливым, но ради того, чтобы церковь разрешила третью женитьбу, Семён разрывает союз с местным язычеством. В итоге спустя несколько лет начинается эпидемия чумы, князь хоронит сыновей, а потом умирает и сам.
Наряду с историческими персонажами в романе действуют вымышленные лица — представители семьи Фёдоровых.
«Симеон Гордый» был опубликован в 1983 году. Исследователи считают этот роман одной из наиболее трагичных книг Балашова. Заглавный герой здесь погибает потому, что преступает границы дозволенного.